# یوزف فیشر
یوزف فیشر (انگلیسی: Josef Fischer; ۲۰ ژانویهٔ ۱۸۶۵ – ۳ مارس ۱۹۵۳) دوچرخه‌سوار اهل آلمان بود.